# Pfarrkirche Kollerschlag

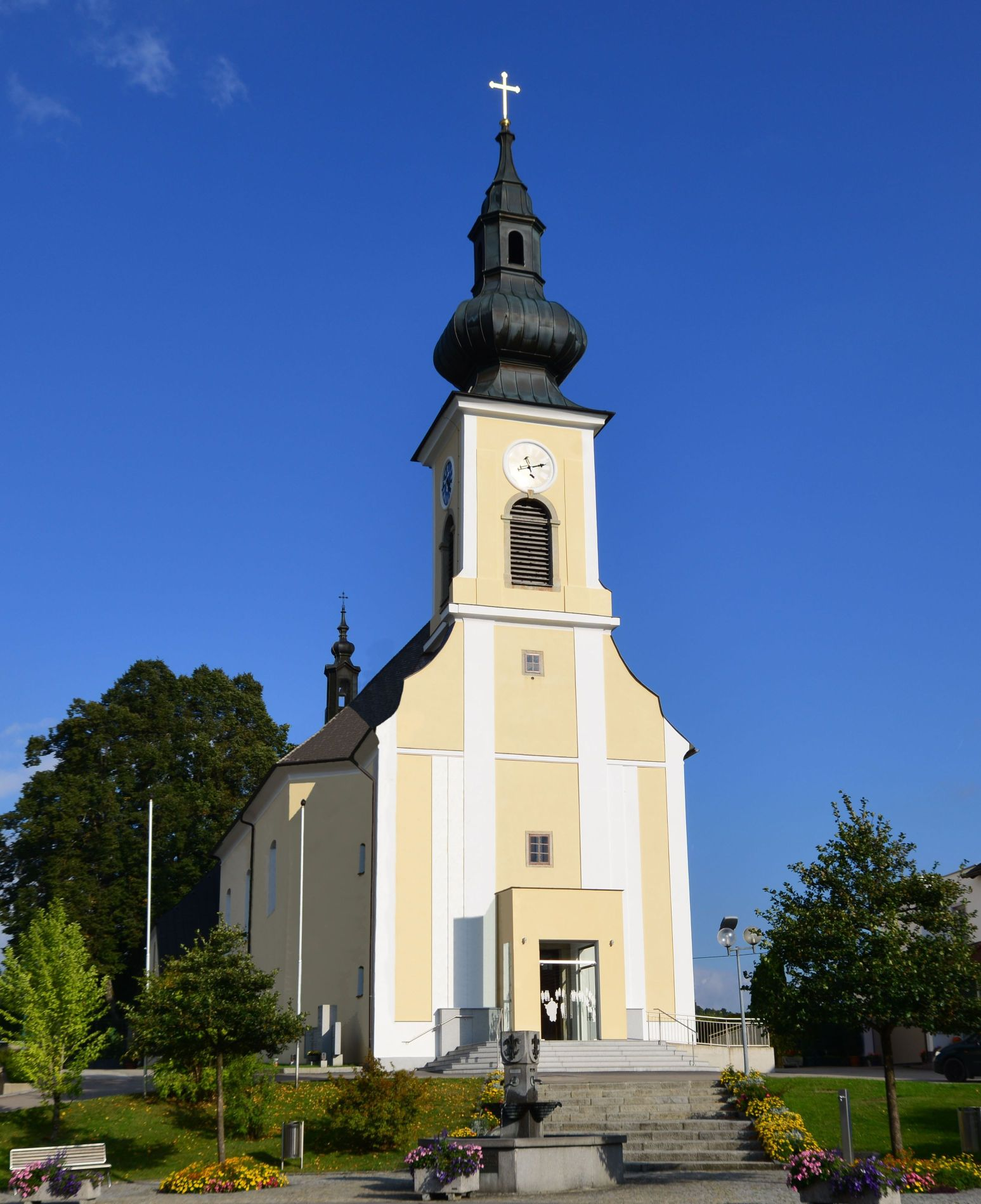
Katholische Pfarrkirche hl. Josef in Kollerschlag

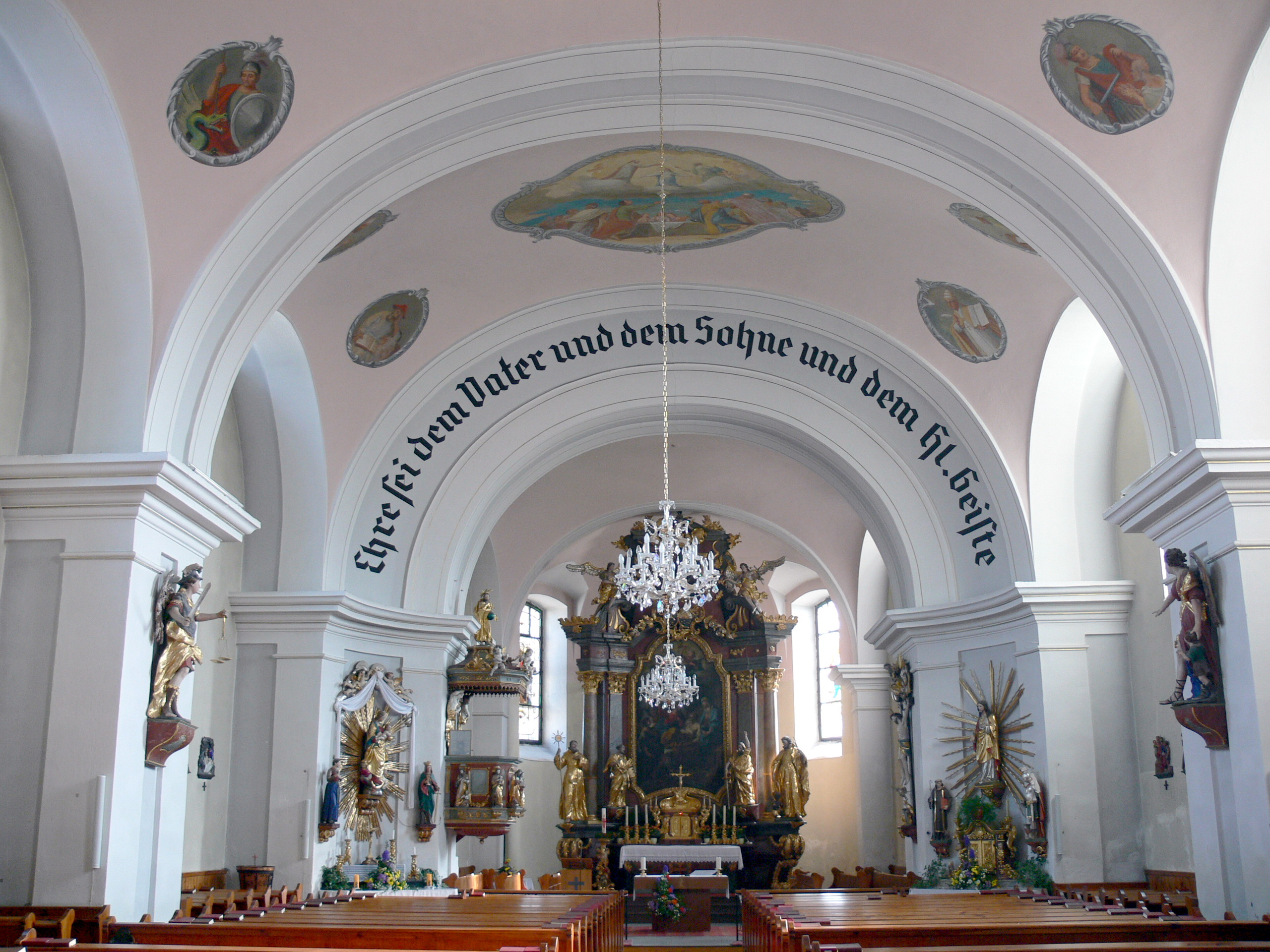
Langhaus, Blick zum Chor

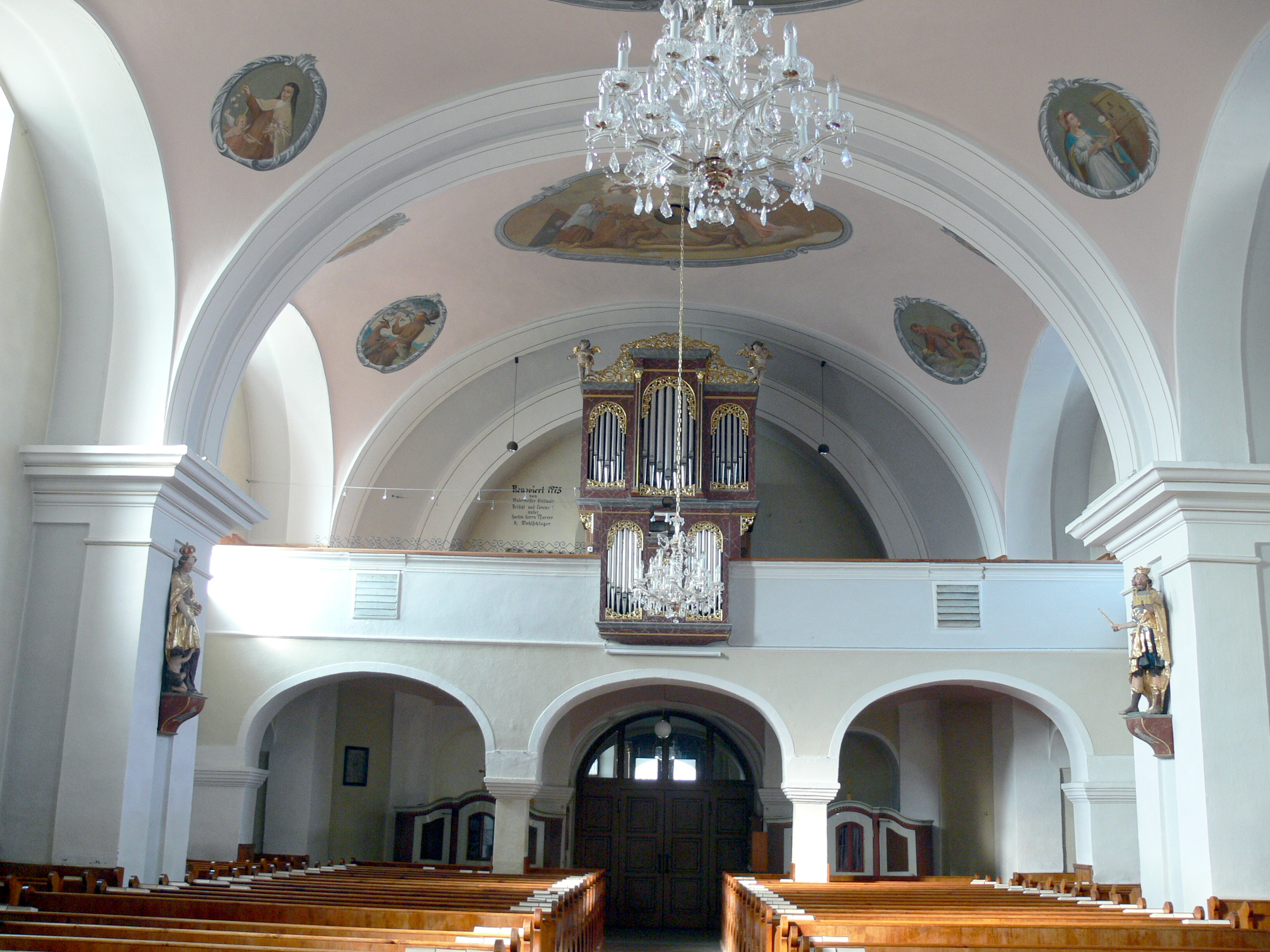
Langhaus, Blick zur Orgelempore

Die römisch-katholische Pfarrkirche Kollerschlag steht am östlichen Ortsrand in der Marktgemeinde Kollerschlag im Bezirk Rohrbach in Oberösterreich. Die dem Patrozinium hl. Josef unterstellte Pfarrkirche gehört zum Dekanat Sarleinsbach in der Diözese Linz. Die Kirche steht unter Denkmalschutz (Listeneintrag).

## Geschichte
Die Pfarre wurde 1784 gegründet und von 1787 bis 1800 an der Stelle einer hölzernen Kapelle die Pfarrkirche erbaut. Der Turm wurde 1865 begonnen und mit der Sakristei 1875 vollendet. Restaurierungen waren außen 1930 und 1970, innen 1930, 1975 und 1978, der Turm 1964 und 1981.

## Architektur
Der schlichte breit gelagerte Saalbau mit einer Einturmfassade im Josephinischen Stil zeigt spätbarocke Formen. An das dreijochige Langhaus mit abgeschrägten Ecken schließt ein leicht eingezogener polygonaler Chor an, die Kirche hat Stichbogenfenster. Die Westfront zeigt einen barockisierenden Fassadenturm mit einer Zwiebelhaube, das Portal hat eine Vorhalle. Das einheitliche Satteldach ist über dem Chorpolygon abgewalmt und trägt über dem Chor einen Dachreiter. In der nördlichen Chorecke steht eine zweigeschoßige Sakristei.
Nördlich am Chor befindet sich ein Kruzifix um 1900.
Das Kircheninnere zeigt sich mit spätbarockem Raumcharakter, im Langhaus mit weiten Platzlgewölben auf Wandpfeilern mit sphärischen Einziehungen zum Triumphbogen und zur Westwand. Die dreiachsige Westempore auf Pfeilern ist platzlunterwölbt. Der platzlgewölbte Chor hat innen einen runden Schluss. Die Vorhalle im Turm ist platzlgewölbt.
Die medaillonförmigen Deckengemälde schuf Andreas Strickner 1930, je fünf in den Platzlgewölben des Langhauses im Westen beginnend Tod des hl. Franz von Assisi und Szenen aus seinem Leben, hl. Josef als Tröster der Soldaten im Ersten Weltkrieg und Soldatenpatrone Georg, Barbara, Martin und Theresia; Mariä Himmelfahrt und Mariä Krönung flankiert von den Kirchenvätern. Die Glasmalereien im Chor zeigen die Heiligen Jakobus der Ältere und Leopold aus 1910.

## Ausstattung
Der bemerkenswerte Hochaltar aus 1747 ist ein ehemaliger Seitenaltar vom Stift Schlägl, welcher 1786 hierher übertragen wurde, das mächtige Retabel mit seitlichen Pilastern und Säulen mit einem darüber verkröpften Gebälk mit gesprengten Volutengiebel und dem Wappen des Stiftes Schlägl hat einen Auszug mit einer geschwungenen Verdachung mit Engelsfiguren. Die Bilder schuf Bartolomeo Altomonte 1746, sie wurden aus der Minoritenkirche Wels 1786 hierher übertragen, sie zeigen den Tod des hl. Josef und im Auszug den hl. Franz von Assisi. Der Hochaltar trägt die seitlichen Figuren der Heiligen Bernhard von Siena und Franz Xaver außen und Peter und Paul innen, letztere wurden 1925 aus der Pfarrkirche Niederkappel hierher übertragen. Der kleine dekorierte Tabernakel entstand in der ersten Hälfte des 18. Jahrhunderts.
Die 1958/1959 zusammengestellten Seitenaltäre mit in die konkav geschwungenen Triumphbogenpfeiler gesetzten Skulpturen zeigen links Maria auf der Mondsichel vom Bildhauer Michael Moser 1959 und darüber ein Wolkenband mit Putten und seitlich Notburga und Barbara vom vorhergehenden Altar aus 1903. Rechts sind Figuren aus 1903, Herz Jesu und seitlich Leonhard und Florian, den barockisierenden Tabernakel schuf Michael Moser 1958.
Weitere Figuren wurden vor 1800 aus der Martinskirche in Linz hierher übertragen. Den Kreuzweg mit Reliefs schuf Franz Schmalzl um 1880.
Die Orgel baute die Oberösterreichische Orgelbauanstalt St. Florian 1986 (zwei Manuale, 16 Register).

## Grabdenkmäler
- Außen am Chor: Eine Gedenktafel am Chor erinnert an den Mundartdichter Norbert Hanrieder (1842–1913).
- Innen: Eine Gedenktafel zum Priester Karl Scherrer gestorben 1883.